# Alison Goodman

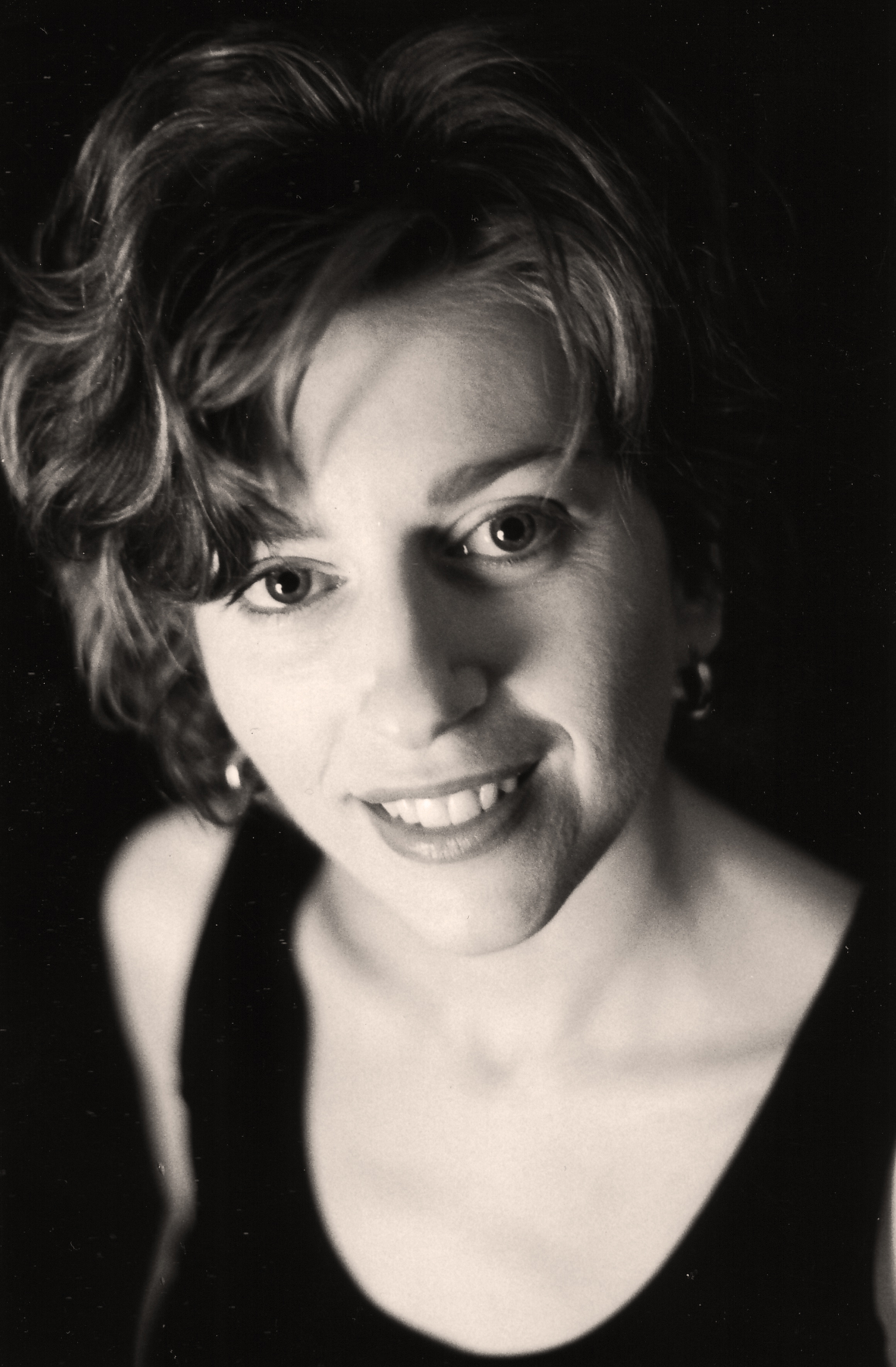
Alison Goodman

Alison Goodman is een Australisch schrijfster van fantasy. Ze is vooral bekend geworden omwille van Eon, dat in 2008 een Aurealis Award won voor Best Fantasy Novel. 
Goodman debuteerde met Singing the Dogstar Blues, een sciencefiction komedie thriller, die een Aurealis Award voor Best Young Adult Novel won. Haar tweede boek, Killing the Rabbit, een misdaad/thriller voor volwassenen, werd gepubliceerd door Bantam Books in de Verenigde Staten en kreeg een nominatie voor een Davitt Award.
Goodman woont in Melbourne, Australië, samen met haar man Ron en hun Machiavellian Jackrussellterriër Xander. Momenteel werkt ze aan het tweede deel in haar nieuwe serie, Eona. 